# Aminah al-Sa'id
Aminah al-Sa'id (Amīnah al-Saʿīd), aussi connue comme Amīnah Sa'īd (en arabe : أمينة السعيد, née en 1914 et morte en 1995), est une journaliste égyptienne et une militante des droits de la femme. C'est la créatrice du premier magazine féminin égyptien et  la première femme rédactrice en chef de magazine au Moyen-Orient.

## Biographie
Elle est née le 20 janvier 1914 au Caire, en Égypte. Son père est médecin. Durant son enfance et son adolescence, elle assiste à la constitution d'un mouvement des femmes (qui s'est exprimé sur la voie publique notamment pendant la révolution égyptienne de 1919). Elle  rejoint les jeunes de l'Union féministe égyptienne à l'âge de 14 ans. En 1931, elle est parmi les premières femmes à étudier à l'Université du Caire (alors appelée Université égyptienne). Elle obtient un diplôme en littérature anglaise en 1935. Elle se montre opposée au port du voile et joue au tennis en public sans voile. Elle rejoint le magazine d'information Al-Musawar en tant que chroniqueur. Bien qu'elle soit mariée à un professeur issue d'une famille aisée de l'aristocratie, Abdallah Zein el-Abedine, elle insiste pour contribuer financièrement par son salaire aux finances familiales.
En 1954, elle fonde le magazine Hawaa (qui signifie Ève),. Elle est parmi les premières femmes journalistes à temps plein  dans le pays. De 1958 à 1969, elle est secrétaire général de l'Union pan-arabe des Ligues féministes. De 1959 à 1970, elle est également vice-présidente de l'Union égyptienne des journalistes, et représentante égyptienne lors d'un certain nombre de conférences internationales. Elle devient rédactrice en chef de Al-Musawar en 1973. De 1976 à 1985, elle préside le groupe d'édition du magazine.
Elle meurt d'un cancer à l'âge de 81 ans le 13 août 1995 au Caire.